# Ешфорд (Алабама)
Ешфорд (англ. Ashford) — місто (англ. town) в США, в окрузі Г'юстон штату Алабама. Населення — 2246 осіб (2020).

## Географія
Ешфорд розташований за координатами 31°11′7″ пн. ш. 85°14′10″ зх. д. / 31.18528° пн. ш. 85.23611° зх. д. (31.185284, -85.236236).  За даними Бюро перепису населення США в 2010 році місто мало площу 16,37 км², з яких 16,31 км² — суходіл та 0,06 км² — водойми.

## Демографія
Згідно з переписом 2010 року, у місті мешкало 2148 осіб у 867 домогосподарствах у складі 623 родин. Густота населення становила 131 особа/км².  Було 1004 помешкання (61/км²).
Расовий склад населення:
| - 79,0 % — білих - 19,5 % — чорних або афроамериканців - 0,2 % — корінних американців - 0,2 % — азіатів |

До двох чи більше рас належало 0,7 %. Частка іспаномовних становила 0,8 % від усіх жителів.
За віковим діапазоном населення розподілялося таким чином: 23,7 % — особи молодші 18 років, 58,9 % — особи у віці 18—64 років, 17,4 % — особи у віці 65 років та старші. Медіана віку мешканця становила 41,2 року. На 100 осіб жіночої статі у місті припадало 91,1 чоловіків;  на 100 жінок у віці від 18 років та старших — 86,9 чоловіків також старших 18 років.
Середній дохід на одне домашнє господарство  становив 55 871 долар США (медіана — 42 704), а середній дохід на одну сім'ю — 61 526 доларів (медіана — 49 375). Медіана доходів становила 46 250 доларів для чоловіків та 35 240 доларів для жінок. За межею бідності перебувало 18,8 % осіб, у тому числі 36,6 % дітей у віці до 18 років та 12,5 % осіб у віці 65 років та старших.
Цивільне працевлаштоване населення становило 895 осіб. Основні галузі зайнятості: освіта, охорона здоров'я та соціальна допомога — 17,8 %, транспорт — 16,4 %, роздрібна торгівля — 14,6 %.